# Župnija Cerknica
Župnija Cerknica je rimskokatoliška teritorialna župnija dekanije Cerknica nadškofije Ljubljana.
Župnijska cerkev je cerkev Marijinega rojstva. Župnijo upravljajo salezijanci.
V sklopu župnije deluje Salezijanski mladinski center Cerknica. V župniji je delovala bolničarka, organistka, pevovodkinja, Marijina sestra Čudodelne Svetinje, mučenka in Božja služabnica Antonija Premrov.